# Stadio Marcello Melani
Lo stadio comunale Marcello Melani è un impianto calcistico di Pistoia, sede delle partite interne della Pistoiese.
In precedenza conosciuto come stadio comunale di Pistoia, il 6 dicembre 2006 venne intitolato a Marcello Melani, presidente della Pistoiese dal 1974 al 1984, scomparso il 29 marzo del 2002 che durante la sua presidenza agli orange fece raggiungere l'unica promozione in Serie A. Dall'ottobre 2013, poi, di fronte alla gradinata compare la scritta Vannucci Piante Stadium in omaggio al main sponsor della società e dal vessillo della città delle piante.

## Storia
Lo stadio fu inaugurato il 25 giugno 1966 con una partita amichevole tra Pistoiese e Vasco da Gama, terminata 1-2.
In precedenza la Pistoiese aveva giocato nel piccolo stadio Monteoliveto (demolito nel 1972), dove furono disputate 582 gare ufficiali di campionato, di cui l'ultimo incontro fu tra Pistoiese e Rimini il 20 novembre 1966, vinto 1-0 dalla Pistoiese con un gol di Bertucco all'86'.

## Settori
Al momento dell'inaugurazione lo stadio di Pistoia aveva solo due settori: la tribuna coperta e la gradinata. In occasione della promozione in Serie A della Pistoiese nel 1980 fu costruita la curva nord.
L'attuale curva sud è stata costruita più volte fino ad arrivare alla realizzare quella attuale, inaugurata l'11 ottobre 1999, quando la Pistoiese militava in Serie B e destinata ad accogliere i tifosi ospiti. La curva è fatta in ferro battuto con travi di acciaio inox come basi portanti ed è scoperta.